# Pesem Evrovizije 2022
Pesem Evrovizije 2022 je bilo 66. izdaja tekmovanja za pesem Evrovizije. Odvijalo se je v Torinu v Italiji, potem ko je država na tekmovanju leta 2021 zmagala s pesmijo "Zitti e buoni" izvajalca Måneskin. Tekmovanje, ki sta ga organizirali Evropska radiodifuzna zveza (EBU) in voditeljica radiotelevizije Radiotelevisione italiana (RAI), je potekalo v Palaolimpico in je obsegalo dva polfinala 10. in 12. maja ter finale 14. maja 2022. Tri oddaje v živo so vodili italijanski televizijski voditelj Alessandro Cattelan, italijanska pevka Laura Pausini in libanonsko-francoska pevec Mika.
Na tekmovanju je sodelovalo štirideset držav, med njimi sta se vrnili Armenija in Črna gora, ki ju ni bilo na prejšnji izdaji. Rusija je prvotno načrtovala sodelovanje, vendar je bila zaradi invazije na Ukrajino izključena.
Zmagala je Ukrajina s pesmijo »Stefania«, ki jo je izvedel orkester Kalush, napisali pa so jo člani skupine Ihor Didenchuk, Oleh Psiuk , Tymofii Muzychuk in Vitalii Duzhyk ter Ivan Klymenko. Združeno kraljestvo je rekordnih šestnajstič zasedlo drugo mesto in doseglo tudi svoj najboljši rezultat po letu 1998. Španija, Švedska in Srbija so zaokrožile prvo peterico, Španija pa je dosegla najboljši rezultat po letu 1995. Ukrajina je zmagala v televizijskem glasovanju s 439 točkami, kar je največ v zgodovini tekmovanja doslej, in se uvrstila na četrto mesto v glasovanju žirije za Združenim kraljestvom, Švedsko in Španijo. »Stefania« je prva pesem, v celoti zapeta v ukrajinščini, in prva pesem s hip-hop elementi, ki je zmagala na tekmovanju. 
Zveza EBU je poročala, da je imelo tekmovanje televizijsko občinstvo 161 milijonov gledalcev na 34 evropskih trgih, kar je 22 milijonov gledalcev manj kot prejšnjo izdajo, vendar je treba opozoriti, da je to posledica izključitve Rusije in pomanjkanja podatkov o občinstvu iz Ukrajine, pri čemer se je skupno število gledalcev na primerljivem trgu v primerjavi z letom 2021 povečalo za 7 milijonov. Poročali so tudi o triodstotnem povečanju v starostni skupini od 15 do 24 let.  Tekmovanje si je na spletu na YouTubu in TikToku ogledalo skupno 18 milijonov gledalcev . 

## Sodelujoče države
Za morebitno sodelovanje na tekmovanju za pesem Evrovizije je potrebna nacionalna radiotelevizija z aktivnim članstvom v EBU, ki je sposobna sprejemati tekmovanje prek omrežja Evrovizije in ga prenašati v živo po vsej državi. EBU je vsem aktivnim članicam izdala povabilo k sodelovanju na tekmovanju. Pridružena članica Avstralija ni potrebovala povabila za tekmovanje leta 2022, saj ji je bilo predhodno odobreno dovoljenje za sodelovanje vsaj do leta 2023. 
20. oktobra 2021 je EBU sprva napovedala, da bo na tekmovanju leta 2022 sodelovalo 41 držav. Seznam je vključeval vse države, ki so sodelovale na tekmovanju leta 2021, skupaj z Armenijo in Črno goro, ki sta obe nazadnje sodelovali leta 2019 (Armenija naj bi tekmovala tudi na odpovedani izdaji leta 2020 ).  25. februarja 2022 je EBU napovedala, da je bila Rusija zaradi invazije na Ukrajino izključena iz tekmovanja, s čimer se je število sodelujočih držav zmanjšalo na 40. 

### 1. Predizbor
Prvi polfinale je potekal 10. maja 2022 ob 21.00 po srednjeevropskem času. V tem polfinalu je sodelovalo sedemnajst držav, vrstni red pa je bil objavljen 29. marca 2022. Ukrajina je osvojila največ točk, sledile so ji Nizozemska, Grčija, Portugalska, Armenija, Norveška, Litva, Moldavija, Švica in Islandija. Države, ki se niso uvrstile v finale, so bile Hrvaška, Albanija, Danska, Latvija, Avstrija, Bolgarija in Slovenija. Vse države, ki so tekmovale v tem polfinalu, so imele pravico glasovati, poleg Francije in Italije. Rusija je bila prvotno dodeljena za sodelovanje v drugi polovici tega polfinala, vendar je bila zaradi invazije na Ukrajino izključena iz tekmovanja . 
Predizbor se je odprl s predstavo, ki je predstavila italijansko iznajdljivost in ustvarjalnost, spremljala pa jo je uradna himna tekmovanja »The Sound of Beauty« v izvedbi Sherol Dos Santos, medtem ko je med odmorom zaigrala mešanica pesmi »Horizon in Your Eyes«, » Satisfaction « in »Golden Nights«v izvedbi Dardusta , Bennyja Benassija in Sophie and the Giants pod vodstvom dirigentke Sylvie Catasta, pa je voditelja tekmovanja na kratko poklonila Raffaelli Carrà,  Diodato pa je izvedel »Fai rumore«.  Nato so francoski in italijanski izvajalci opravili intervjuje, predvajali pa so tudi posnetke njihovih tekmovalnih pesmi.
| #   | Država      | Izvajalec                      | Pesem                   | Jezik(i)                  | Mesto | Točke |
| --- | ----------- | ------------------------------ | ----------------------- | ------------------------- | ----- | ----- |
| 1.  | Albanija    | Ronela Hajati                  | Sekret                  | albanščina, angleščina    | 12.   | 58    |
| 2.  | Latvija     | Citi Zēni                      | Eat Your Salad          | angleščina                | 14.   | 55    |
| 3.  | Litva       | Monika Liu                     | Sentimentai             | litvanščina               | 7.    | 159   |
| 4.  | Švica       | Marius Bear                    | Boys Do Cry             | angleščina                | 9.    | 118   |
| 5.  | Slovenija   | LPS                            | Disko                   | slovenščina               | 17.   | 15    |
| 6.  | Ukrajina    | Kaluš Orkestra                 | Stefanija (Стефанія)    | ukrajinščina              | 1.    | 337   |
| 7.  | Bolgarija   | Intelligent Music Project      | Intention               | angleščina                | 16.   | 29    |
| 8.  | Nizozemska  | S10                            | De Diepte               | nizozemščina              | 2.    | 221   |
| 9.  | Moldavija   | Zdob și Zdub in Frații Advahov | Trenulețul              | romunščina, angleščina    | 8.    | 154   |
| 10. | Portugalska | Maro                           | Saudade, saudade        | angleščina, portugalščina | 4.    | 208   |
| 11. | Hrvaška     | Mia Dimšić                     | Guilty Pleasure         | angleščina, hrvaščina     | 11.   | 75    |
| 12. | Danska      | Reddi                          | The Show                | angleščina                | 13.   | 55    |
| 13. | Avstrija    | LUM!X in Pia Maria             | Halo                    | angleščina                | 15.   | 42    |
| 14. | Islandija   | Systur                         | Með hækkandi sól        | islandščina               | 10.   | 103   |
| 15. | Grčija      | Amanda Tenfjord                | Die Together            | angleščina                | 3.    | 211   |
| 16. | Norveška    | Subwoolfer                     | Give That Wolf a Banana | angleščina                | 6.    | 177   |
| 17. | Armenija    | Rosa Linn                      | Snap                    | angleščina                | 5.    | 187   |

### Ločeni rezultati
| Država      | Žirija | Žirija | Gledalci | Gledalci | Skupaj | Skupaj |
| Država      | Mesto  | Točke  | Mesto    | Točke    | Mesto  | Točke  |
| ----------- | ------ | ------ | -------- | -------- | ------ | ------ |
| Albanija    | 14.    | 12     | 9.       | 46       | 12.    | 58     |
| Latvija     | 11.    | 39     | 15.      | 16       | 14.    | 55     |
| Litva       | 9.     | 56     | 5.       | 103      | 7.     | 159    |
| Švica       | 5      | 107    | 16.      | 11       | 9.     | 118    |
| Slovenija   | 16.    | 7      | 17.      | 8        | 17.    | 15     |
| Ukrajina    | 3.     | 135    | 1.       | 202      | 1.     | 337    |
| Bolgarija   | 15.    | 11     | 14.      | 18       | 16.    | 29     |
| Nizozemska  | 2.     | 142    | 7.       | 79       | 2.     | 221    |
| Moldavija   | 13.    | 19     | 2.       | 135      | 8.     | 154    |
| Portugalska | 4.     | 121    | 6.       | 87       | 4.     | 204    |
| Hrvaška     | 10.    | 42     | 12.      | 33       | 11.    | 75     |
| Danska      | 12.    | 35     | 13.      | 20       | 13.    | 55     |
| Avstrija    | 17.    | 6      | 11.      | 36       | 15.    | 42     |
| Islandija   | 8.     | 64     | 10.      | 39       | 10.    | 103    |
| Grčija      | 1.     | 151    | 8.       | 60       | 3.     | 211    |
| Norveška    | 7.     | 73     | 4.       | 104      | 6.     | 177    |
| Armenija    | 6.     | 82     | 3.       | 105      | 5.     | 187    |

### 2. Predizbor
Drugi predizbor je potekal 12. maja 2022 ob 21.00 po srednjeevropskem času. V tem polfinalu je sodelovalo osemnajst držav, vrstni red pa je bil objavljen 29. marca 2022. Švedska je osvojila največ točk, sledile so ji Avstralija, Srbija, Češka, Estonija, Poljska, Finska, Belgija, Romunija in Azerbajdžan. Države, ki se niso uvrstile v finale, so bile Severna Makedonija, Ciper, Izrael, San Marino, Irska, Malta, Črna gora in Gruzija. Vse države, ki so tekmovale v tem polfinalu, so imele pravico glasovati, poleg Nemčije, Španije in Združenega kraljestva. 
Polfinale je odprla skladba »The Italian Way«, ki je temeljila na italijanski improvizaciji in jo je izvedel sovoditelj Alessandro Cattelan, medtem ko je med odmorom zaigrala mešanica skladb »Fragile« in »People Have the Power« v izvedbi sovoditeljice Laure Pausini in Mike,  Il Volo pa je izvedel novo različico pesmi »Grande amore«. Nato so opravili intervjuje z britanskimi, nemškimi in španskimi izvajalci, predvajali pa so tudi posnetke njihovih tekmovalnih pesmi.
| #   | Država             | Izvajalec         | Pesem           | Jezik(i)                  | Mesto | Točke |
| --- | ------------------ | ----------------- | --------------- | ------------------------- | ----- | ----- |
| 1.  | Finska             | The Rasmus        | Jezebel         | angleščina                | 7.    | 162   |
| 2.  | Izrael             | Michael Ben David | I.M             | angleščina                | 13.   | 61    |
| 3.  | Srbija             | Konstrakta        | In corpore sano | srbščina, latinščina      | 3.    | 237   |
| 4.  | Azerbajdžan        | Nadir Rustamli    | Fade to Black   | angleščina                | 10.   | 96    |
| 5.  | Gruzija            | Circus Mircus     | Lock Me In      | angleščina                | 18.   | 22    |
| 6.  | Malta              | Emma Muscat       | Out of Sight    | angleščina                | 16.   | 47    |
| 7.  | San Marino         | Achille Lauro     | Stripper        | italijanščina, angleščina | 14.   | 50    |
| 8.  | Avstralija         | Sheldon Riley     | Not the Same    | angleščina                | 2.    | 243   |
| 9.  | Ciper              | Andromache        | Ela (Έλα)       | angleščina, grščina       | 12.   | 63    |
| 10. | Irska              | Brooke            | That's Rich     | angleščina                | 15.   | 47    |
| 11. | Severna Makedonija | Andrea            | Circles         | angleščina                | 11.   | 79    |
| 12. | Estonija           | Stefan            | Hope            | angleščina                | 5.    | 209   |
| 13. | Romunija           | WRS               | Llámame         | španščina, angleščina     | 9.    | 118   |
| 14. | Poljska            | Ochman            | River           | angleščina                | 6.    | 198   |
| 15. | Črna gora          | Vladana           | Breathe         | angleščina                | 17.   | 33    |
| 16. | Belgija            | Jérémie Makiese   | Miss You        | angleščina                | 8.    | 151   |
| 17. | Švedska            | Cornelia Jakobs   | Hold Me Closer  | angleščina                | 1.    | 396   |
| 18. | Češka              | We Are Domi       | Lights Off      | angleščina                | 4.    | 227   |

### Finale
Finale je potekalo 14. maja 2022 ob 21.00 po srednjeevropskem času. V finalu je sodelovalo petindvajset držav, vseh štirideset sodelujočih držav pa je imelo pravico glasovati. Vrstni red za finale je bil objavljen 13. maja 2022. Ukrajina je zmagala s 631 točkami in zmagala tudi po glasovanju žirije. Združeno kraljestvo je bilo drugo s 466 točkami in zmagalo po glasovanju žirije, prvo deseterico pa so dopolnile Španija, Švedska, Srbija, Italija, Moldavija, Grčija, Portugalska in Norveška. Finska, Češka, Islandija, Francija in Nemčija so zasedle zadnjih pet mest. 

Finale so odprli Rockin'1000 z izvedbo pesmi »Give Peace a Chance« in sovoditeljica Laura Pausini z mešanico pesmi »Benvenuto«, »Io canto«, »La solitudine«, »Le cose che vivi« in »Scatola«, sledila pa je tradicionalna parada zastav, na kateri je bilo predstavljenih vseh petindvajset finalistov. Med odmori je nastopil Måneskin z novim singlom »Supermodel« in »If I Can Dream«,  Gigliola Cinquetti z zmagovalno pesmijo »Non ho l'età«  in sovoditelj Mika z mešanico pesmi »Love Today«, »Grace Kelly«, svojim novim singlom »Yo Yo« in »Happy Ending«.  Astronavtka Samantha Cristoforetti se je pojavila tudi v vnaprej posnetem sporočilu z Mednarodne vesoljske postaje. 
| #   | Država              | Izvajalec                      | Pesem                   | Jezik(i)                  | Mesto | Točke |
| --- | ------------------- | ------------------------------ | ----------------------- | ------------------------- | ----- | ----- |
| 1.  | Češka               | We Are Domi                    | Lights Off              | angleščina                | 22.   | 38    |
| 2.  | Romunija            | WRS                            | Llámame                 | španščina, angleščina     | 18.   | 65    |
| 3.  | Portugalska         | Maro                           | Saudade, saudade        | angleščina, portugalščina | 9.    | 207   |
| 4.  | Finska              | The Rasmus                     | Jezebel                 | angleščina                | 21.   | 38    |
| 5.  | Švica               | Marius Bear                    | Boys Do Cry             | angleščina                | 17.   | 78    |
| 6.  | Francija            | Alvan in Ahez                  | Fulenn                  | bretonščina               | 24.   | 17    |
| 7.  | Norveška            | Subwoolfer                     | Give That Wolf a Banana | angleščina                | 10.   | 182   |
| 8.  | Armenija            | Rosa Linn                      | Snap                    | angleščina                | 20.   | 61    |
| 9.  | Italija             | Mahmood in Blanco              | Brividi                 | italijanščina             | 6.    | 268   |
| 10. | Španija             | Chanel                         | SloMo                   | španščina, angleščina     | 3.    | 459   |
| 11. | Nizozemska          | S10                            | De Diepte               | nizozemščina              | 11.   | 171   |
| 12. | Ukrajina            | Kaluš Orkestra                 | Stefanija (Стефанія)    | ukrajinščina              | 1.    | 631   |
| 13. | Nemčija             | Malik Harris                   | Rockstars               | angleščina                | 25.   | 6     |
| 14. | Litva               | Monika Liu                     | Sentimentai             | litvanščina               | 14.   | 128   |
| 15. | Azerbajdžan         | Nadir Rustamli                 | Fade to Black           | angleščina                | 16.   | 106   |
| 16. | Belgija             | Jérémie Makiese                | Miss You                | angleščina                | 19.   | 64    |
| 17. | Grčija              | Amanda Tenfjord                | Die Together            | angleščina                | 8.    | 215   |
| 18. | Islandija           | Systur                         | Með hækkandi sól        | islandščina               | 23.   | 20    |
| 19. | Moldavija           | Zdob și Zdub in Frații Advahov | Trenulețul              | romunščina, angleščina    | 7.    | 253   |
| 20. | Švedska             | Cornelia Jakobs                | Hold Me Closer          | angleščina                | 4.    | 438   |
| 21. | Avstralija          | Sheldon Riley                  | Not the Same            | angleščina                | 15.   | 125   |
| 22. | Združeno kraljestvo | Sam Ryder                      | Space Man               | angleščina                | 2.    | 466   |
| 23. | Poljska             | Ochman                         | River                   | angleščina                | 12.   | 151   |
| 24. | Srbija              | Konstrakta                     | In corpore sano         | srbščina, latinščina      | 5.    | 312   |
| 25. | Estonija            | Stefan                         | Hope                    | angleščina                | 13.   | 141   |